# (15144) Araas
(15144) Araas est un astéroïde de la ceinture principale.

## Description
(15144) Araas est un astéroïde de la ceinture principale. Il fut découvert le 9 mars 2000 à Socorro (Nouveau-Mexique) par le projet LINEAR. Il présente une orbite caractérisée par un demi-grand axe de 2,31 UA, une excentricité de 0,15 et une inclinaison de 6,0° par rapport à l'écliptique.

## Compléments